# 祿貴人
祿貴人（？—1788年），陸氏。生父暫不詳，原為蘇州漢族民人，死後家族入鑲黃旗包衣第五參領第十管領。乾隆帝之貴人。

## 生平
陸氏生年不詳，生辰為九月二十三日。
乾隆二十五年十一月十四日，陸氏初封為祿常在。乾隆帝晚年時曾稱「乾隆三十年以前内庭嬪御尚有由南方□進一二人者」，這些被南方官員上貢給乾隆帝的女子應該包括陸氏。
乾隆四十年三月二十二日，居常在之位已十四年的陸氏，才與同為漢族民籍出身的明常在一同晉位，陸氏晉為祿貴人 ，亦作陸貴人。
乾隆四十一年初，居贵人之位的后妃有三人，而數月後的清宮档案中贵人只有二人。由此推論，祿貴人在該年正月至六月期間降為祿常在。乾隆四十三年七月初八日，賞祿貴人銀一百五十兩，提早發給壽辰賞銀。乾隆四十四年五月初一日，賞祿貴人銀一百五十兩，提早發給壽辰賞銀。
乾隆四十八年以後，祿貴人一度因「氣虛痰厥」而不省人事、氣倦神弱，同時也長年罹患「痿痺之症」，以致「手足轉側，不能屈伸，肢體疼痛，自汗惡風」、「不能榮養經脈」，其病症持續數年，容易傷風感冒，至乾隆五十四年閏五月初五日，「脈息暴閉、神昏不語、痰雍氣堵」，急用通關散、牛黃清心丸、清金錠、星香化痰湯、十香返魂丹等藥，搶救無效，同日丑時薨逝，喪葬禮儀俱照貴人之例，貝勒以下，子爵以上；貝勒福晉以下，子爵之妻以上齊集。
乾隆五十六年十二月十二日，禄贵人采棺移送清东陵；十二月十七日，因祿贵人采棺将于次日入葬而行致祭礼；十二月十八日，與順貴人采棺一同葬入清東陵的裕陵妃園寢。

## 家族
祿貴人家族平日頗安分。乾隆四十三年，乾隆帝交代舒文：「陸常在有無親屬，酌量安頓，既不可使之失所，亦不可至令招搖滋事」。舒文回蘇調查後上奏：「陸常在現有親母繆氏，同已經出嫁之長女並外甥女三人相依居住。此外並無親屬，平日亦頗安靜」，同時向乾隆帝保證：「將來四十五年聖駕南巡， 奴才自當專人管束，斷不致令接駕乞恩」 。祿貴人家族在乾隆五十四年十月初九日入旗。
- 親母：繆氏[1]。
- 胞姐：原披甲人周森之妻[1]。
- 外甥：周發、周煜，披甲人[2]。
- 外甥孫：周寧河，披甲人；周長河、周太河，幼丁[2]。